# Гилмър (окръг, Западна Вирджиния)
Окръг Гилмър (на английски: Gilmer County) е окръг в щата Западна Вирджиния, Съединени американски щати. Площта му е 881 km², а населението – 8732 души (2012). Административен център е град Гленвил.